# Aiguille de la Brenva
L'aiguille de la Brenva est un sommet du massif du Mont-Blanc qui culmine à 3 278 m, en Vallée d'Aoste, en Italie. Sa cime a l'allure d'une lame de rocher surplombant le glacier de la Brenva. Sa face est offre une paroi verticale dont l'ascension présente un niveau élevé de difficulté.

## Toponymie
L'appellation Brenva est utilisée en Vallée d'Aoste (en valdôtain) et en haute Tarentaise pour nommer le mélèze. Il est issu d'un étymon pré-roman, probablement gaulois.

## Géographie

### Situation
L'aiguille de la Brenva est localisée sur l'arête qui descend côté italien de la Tour Ronde. Elle surplombe le glacier d'Entrèves et le glacier de la Brenva.

### Topographie
L'aiguille de la Brenva présente deux larges faces à dominante rocheuse et une longue arête faîtière d'orientation nord-ouest - sud-est.
Sur son arête septentrionale se détache un mince piton rocheux haut de 60 m connu sous le nom de « Père Éternel » (3 224 m). En contrebas de son arête sud-est, se situe un sommet secondaire appelé « Tour de la Brenva » à 3 093 m. La « brèche de la Brenva » la sépare de l'arête principale de la Tour Ronde.

### Géologie
Comme la plupart des sommets du massif du Mont-Blanc, les roches constituant l'aiguille de la Brenva sont formées d'une variété de granite appelée protogine. Sa face orientale est réputée pour la qualité de ses voies constituées d'écailles et de fissures granitiques. 

## Premières ascensions
- 25 août 1898 : arête sud-est (voie normale) par Adolphe Hess, Laurent Croux et César Ollier[4].
- 1901 : face ouest par Edward Hugh Folkwine Bradby, Claude Wilson et Henri Rey[4].
- 1911 : arête nord par Alex Stuart Jenkins, Jean Bournissen et Jean Ravanel[4].
- août 1927 : ascension du « Père Éternel » par Laurent Grivel, Oswald Ortiz et Albin Pennard. À cette occasion, ils utilisent pour la première fois un piton à expansion dans le massif du Mont-Blanc[4].
- 12-13 juillet 1935 : directissime de la face est par Gabriele Boccalatte et Nini Pietrasanta[4].
- 18-19 mai 1948 : face est (voie Rébuffat) par Gaston Rébuffat, Jean Deudon et Bernard Pierre[4].
- 1966 : directe de la face est par Giorgio Bertone et Cosimo Zappelli[4].
- 6 mai 1989 : face est, goulotte Bonfanti-Grassi, par Gian Carlo Grassi et Elio Bonfanti.
- 6 mars 2023 : face est (voie Nati Liberi) par Niccolò Bruni, Gianluca Marra et Giovanni Ravizza.

## Alpinisme

### Voies d'accès
Les plus classiques, souvent d'un haut niveau de difficulté sont :
- la voie normale PD+ ;
- voie Rébuffat (face est) : TD ;
- Voie Boccalatte (face est) : TD ;
- Voie Bertone-Zapelli (face est) : TD ;
- Voie Nati Liberi (face est) : ED- mixte.

### Points de départ
- Refuge Turin (3 375 m), propriété du Club alpin italien.